# Río Cardaño
El río Cardaño, también llamado río Cardiel, es un río que discurre íntegramente por la provincia de Palencia (España), dentro del término municipal de Velilla del Río Carrión. Atraviesa la localidad de Cardaño de Arriba y pasa cerca de Cardaño de Abajo.
A pesar de ser considerado un afluente del Carrión, lo cierto es que el río Cardaño vierte sus aguas al embalse de Camporredondo, formando una de sus colas.
Integrado en el espacio protegido del parque natural de Fuentes Carrionas y Fuente Cobre-Montaña Palentina, el Cardaño es un río muy rápido que nace en el circo glaciar del lago de las Lomas, a 2050 m s. n. m., para descender por el Valle de Cardaño, donde deja a su derecha el pico Murcia (2431 m) y el Espigüete (2450 m), formando el paso natural que sigue la ruta hasta Cardaño de Arriba (1420 m s. n. m.), para diluirse en el embalse junto a Cardaño de Abajo (1315 m s. n. m.).
Recorre desde su nacimiento 11 km hasta su desembocadura en el embalse de Camporredondo. Es rico en truchas, y está catalogado como coto de pesca.